# Горюнов, Сергей Васильевич
Сергей Васильевич Горюнов (12 октября 1902 года, станица Магнитная, Оренбургская губерния, Российская империя — 14 апреля 1983 года, Москва, РСФСР) — советский геолог и государственный деятель, министр геологии РСФСР (1965—1970), генеральный директор геологической службы II-го ранга.

## Биография
В 1927 году окончил горный факультет Уральского политехнического института.
C 1928 года был на строительстве Сухопожского цементного завода (Уральская область).
В 1930—1938 годах — технический руководитель Челябинской геологоразведочной базы Уральского геологического треста.
В 1938—1940 годах — главный инженер Уральского геологического управления (Свердловск).
- 1940—1946 — заместитель председателя Комитета по делам геологии при СНК — Совете министров СССР,
- 1946—1950 — заместитель, первый заместитель министра геологии СССР, одновременно начальник специального Главного геологического управления (1945—1949),
- 1950—1953 — начальник Уральского геологического управления (Свердловск),
- 1953 — заместитель министра геологии и охраны недр СССР,
- 1953—1955 — член Бюро по металлургии, топливной промышленности и геологии при Совете Министров CCCP и заведующий Отделом геологии и охраны недр при Совете Министров CCCP,
- 1955—1957 — первый заместитель министра геологии и охраны недр CCCP,
- 1957—1964 — начальник Главного управления геологии и охраны недр при Совете Министров РСФСР,
- 1964—1965 — председатель Государственного производственного геологического комитета РСФСР,
- 1965—1970 — министр геологии РСФСР.

С февраля 1970 года на пенсии.
Занимался разведкой полезных ископаемых Урала. Руководил разведкой первых в РСФСР месторождений алмазов, нефти и природного газа в Сибири, руд железа в Кустанайской области, а также меди, никеля, золота, вольфрама и других редких металлов.

## Награды и звания
Награждён двумя орденами Ленина (1944 и 1963),  двумя орденами орден Трудового Красного Знамени (1949 и 1966).
Ленинская премия (1957) — за открытие и разведку железорудных месторождений Сарбайской и Соколовской групп в Казахстане.